# Start (aparat)

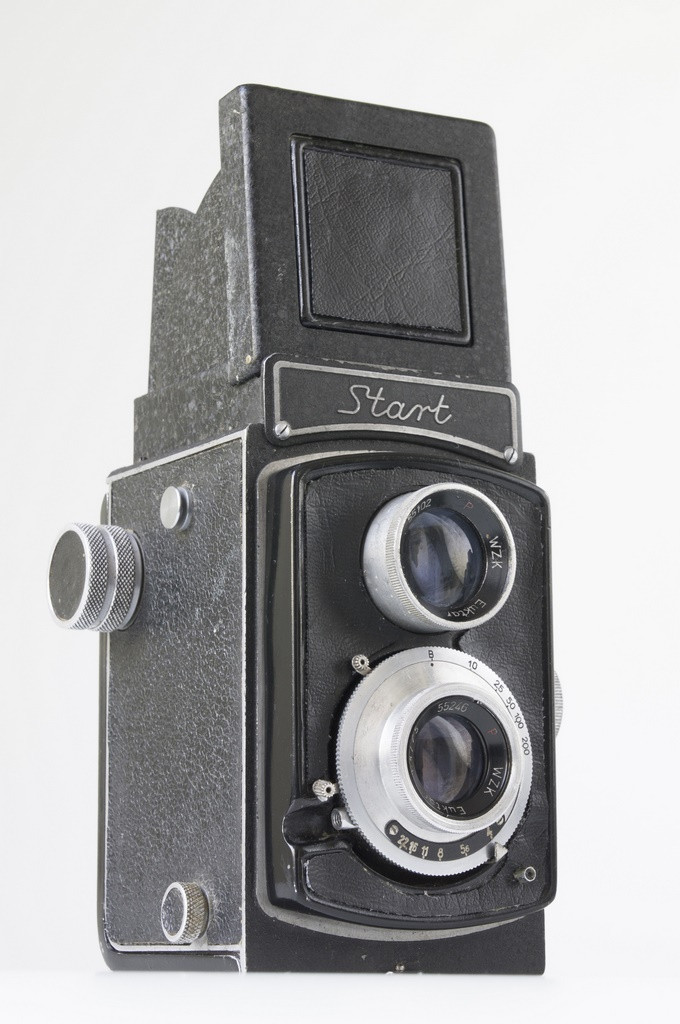
Start I (1951-1952)

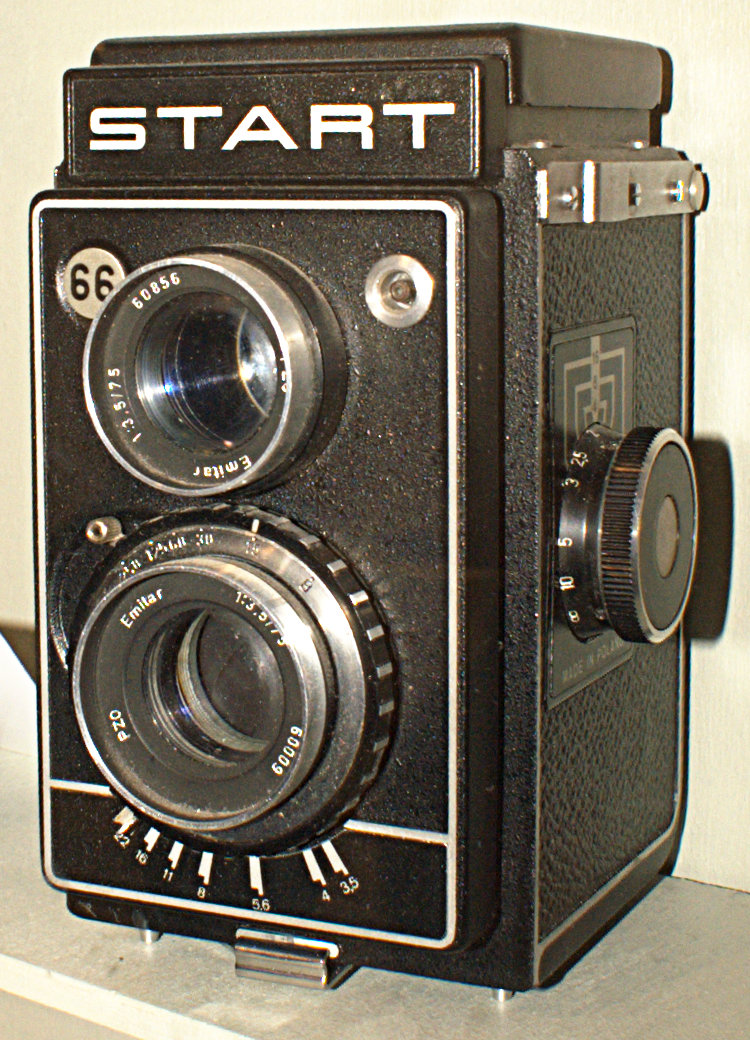
Start 66 (1967–1970) na wystawie „Produkt Polski” w Galerii Krakowskiej

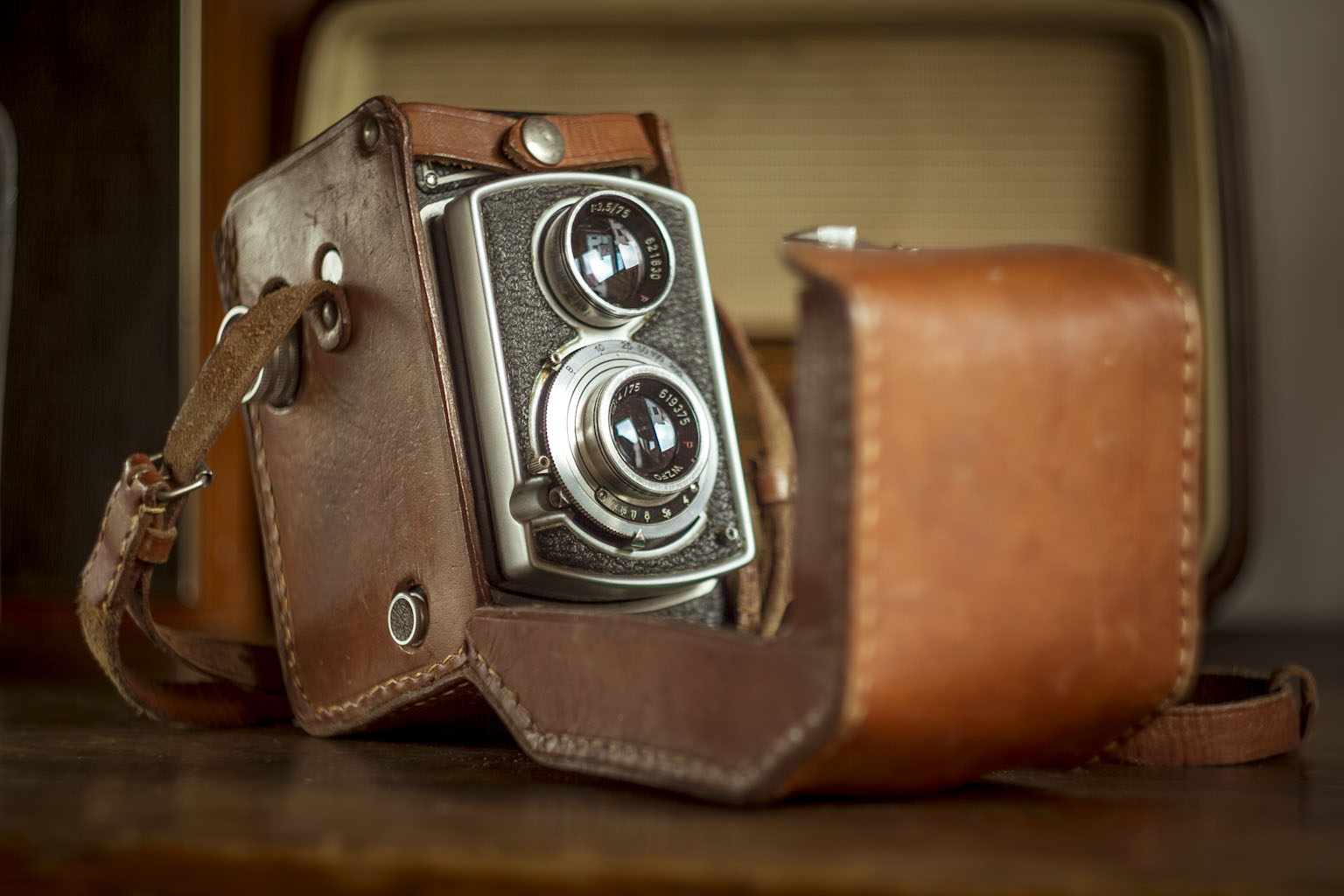
Start I w futerale

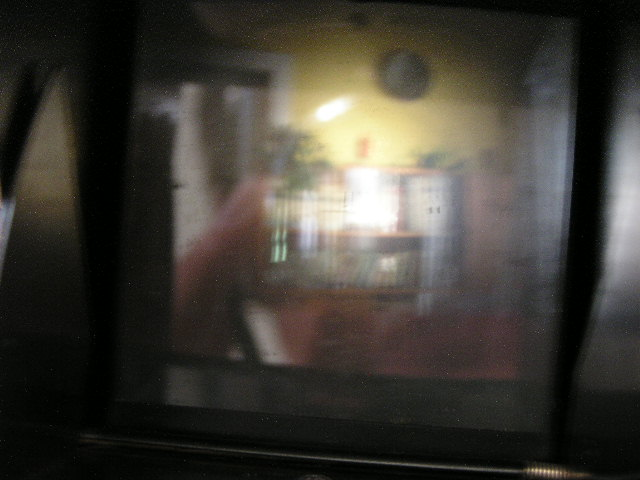
Obraz widoczny na matówce aparatu Start-B

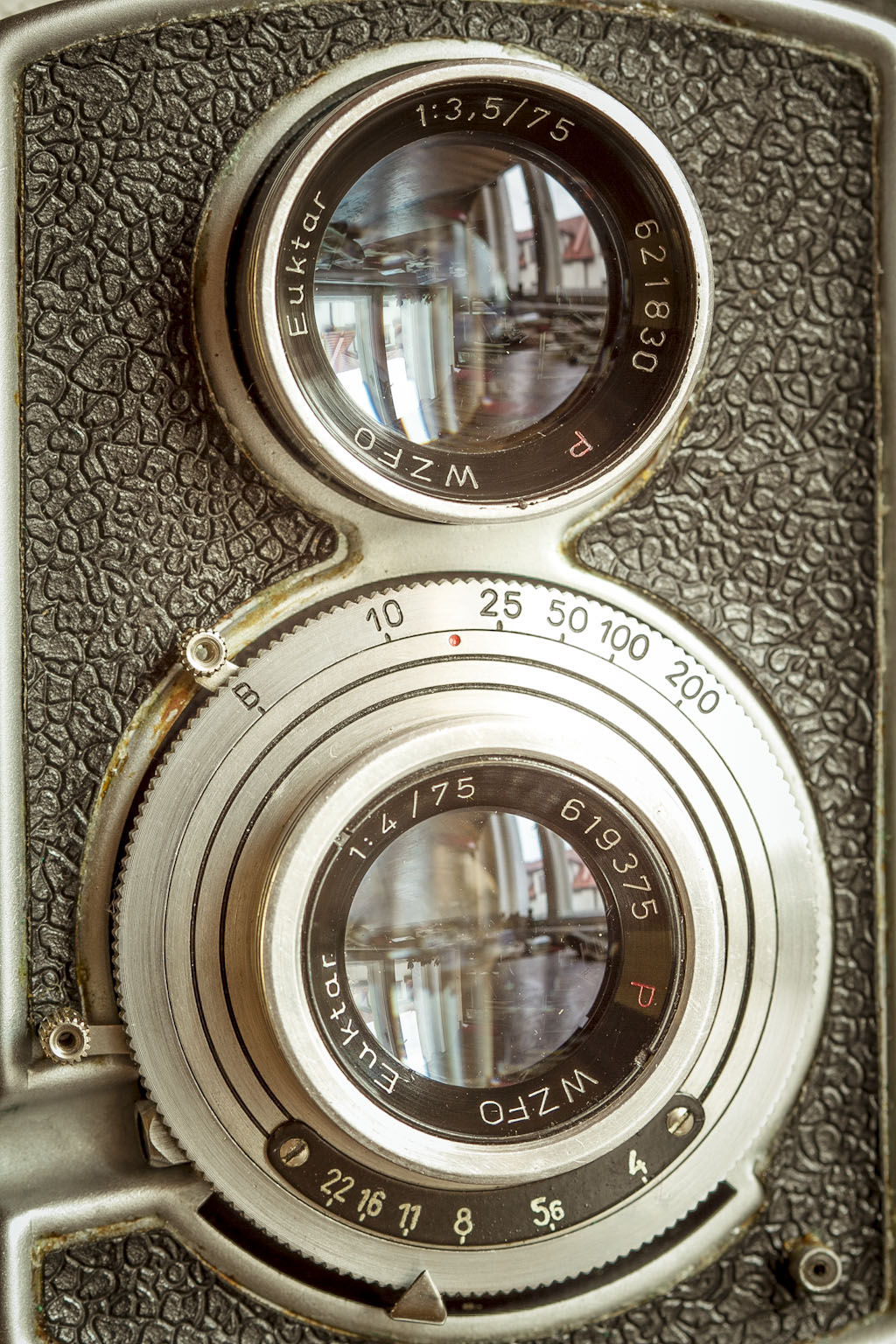
Start (1954-1960)

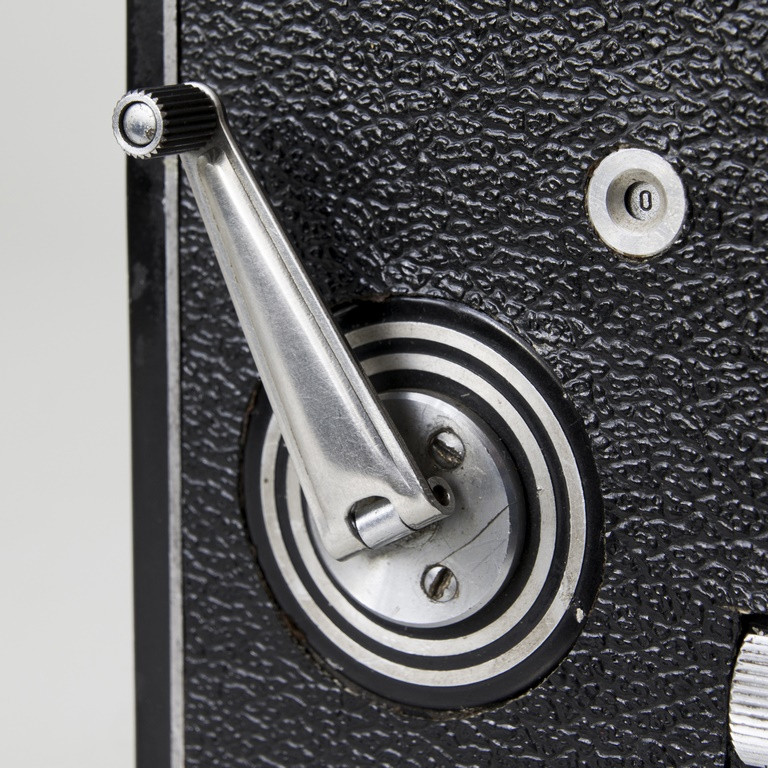
Korbka przewijania i licznik zdjęć - Start II (1960-1965)

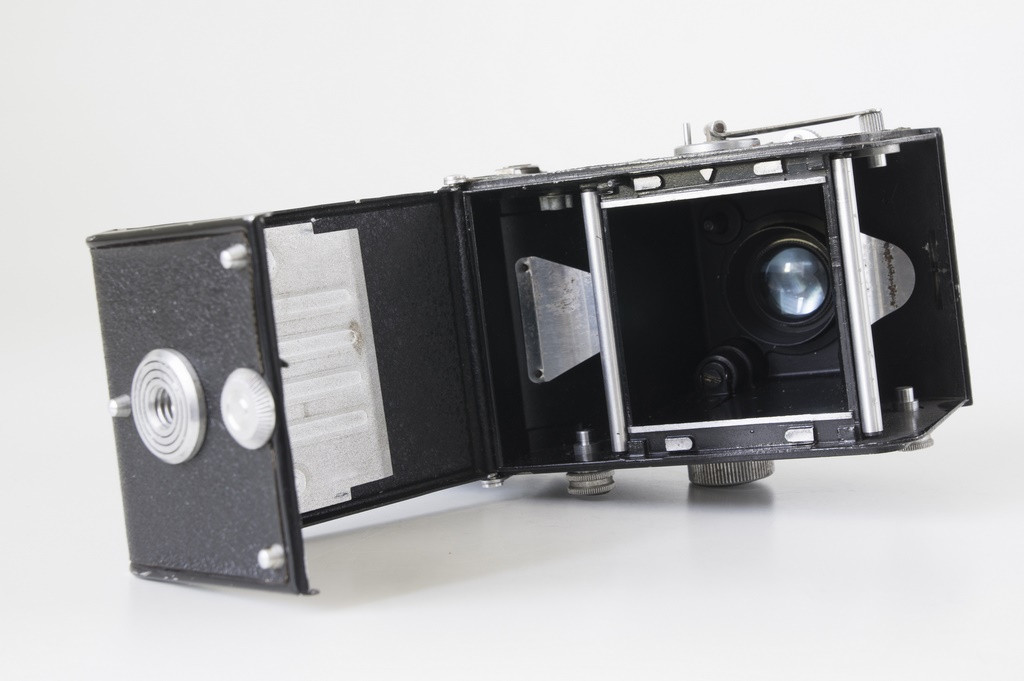
Start-II

Start – pierwszy produkowany po II wojnie światowej w Polsce aparat fotograficzny (lustrzanka dwuobiektywowa) typu Rolleicord. Produkowany w latach 1951–1980 kolejno przez Warszawskie Zakłady Kinotechniczne (do 1952), Warszawskie Zakłady Fotooptyczne (1952–1968) oraz Polskie Zakłady Optyczne (od 1968).

## Dane techniczne
- format negatywu 6x6
- czołówka ruchoma (nastawianie na ostrość poprzez przesunięcie ścianki przedniej z obydwoma obiektywami)
- obiektyw celownikowy tryplet Emitar 3,5/75
- obiektyw zdjęciowy tryplet Emitar 3,5/75
- przysłona od 3,5 do 22
- migawka centralna: do wersji B: 1/10 – 1/250 s i B, następne 1/15 – 1/250 s i B
- gniazdo synchronizacji lampy błyskowej (nie wszystkie wersje)
- przesuw błony kontrolowany w okienku lub automatyczny (zależnie od modelu), przy użyciu pokrętła we wszystkich modelach, z wyjątkiem START II, w którym zastosowano składaną korbkę.
- naciąg migawki dźwignią pod obiektywem niezależny od przesuwu błony
- blokada podwójnego naświetlania w niektórych modelach
- lupa do dokładnego ustawienia ostrości na matówce
- minimalna odległość fotografowania: 1 m
- wersje: Start, Start II, Start B, Start 66, Start 66 S

## Wersje aparatu[2]

### Start (1951-1952 w WZK, 1954-1960 w WZFO)
- zakres czasów ekspozycji: B, 1/10, 1/25, 1/50, 1/100, 1/200
- migawka centralna
- obiektyw: Euktar (3 soczewki w 3 grupach) 75/4 zdjęciowy, 75/3,5 celownikowy

### Start II (1960-1965)
- zakres czasów ekspozycji: B, 1/10, 1/25, 1/50, 1/100, 1/250
- nowsza migawka
- składana korbka do szybkiego przesuwu filmu
- licznik zdjęć
- blokada podwójnego naświetlenia
- obiektyw: Euktar 75/3,5 (3 soczewki w 3 grupach)

### Start B (1960–1967)
Zubożona wersja Start II:
- brak składanej korbki
- brak licznika zdjęć (tylko okienko)

#### Noco-Flex
Eksportowa wersja Start B sprzedawana przez firme Noordhuis & Co w Holandii.

### Start 66 (1967–1970)
- nowy design
- zakres czasów ekspozycji: B, 1/15, 1/30, 1/60, 1/125, 1/250
- nowsza migawka
- obiektyw: Emitar 75/3,5 (3 soczewki w 3 grupach)
- brak składanej korbki
- brak licznika zdjęć (tylko okienko)

### Start 66 S (1970-1980)
- dodano licznik zdjęć
- brak składanej korbki

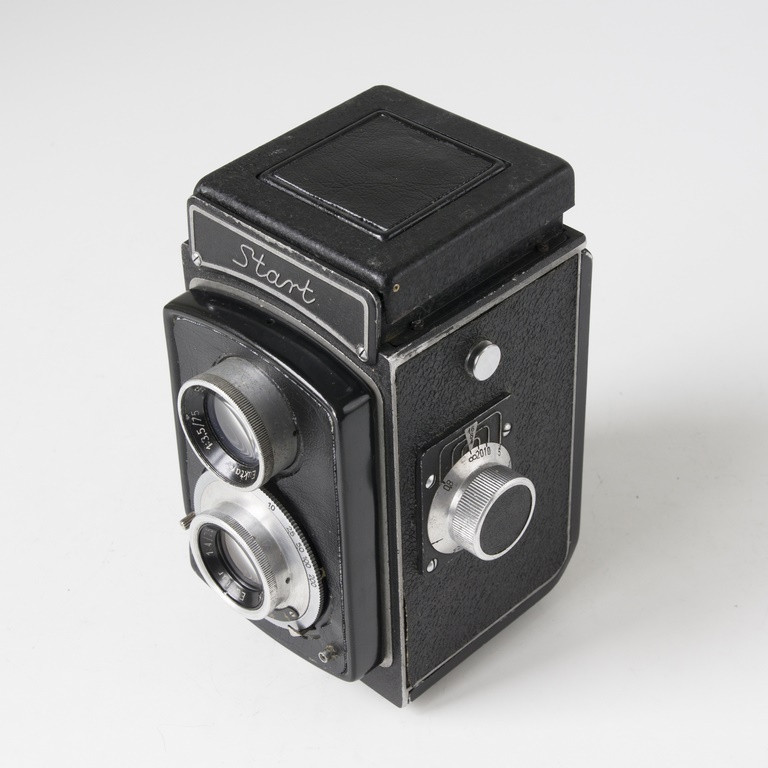
Start produkcji WZK
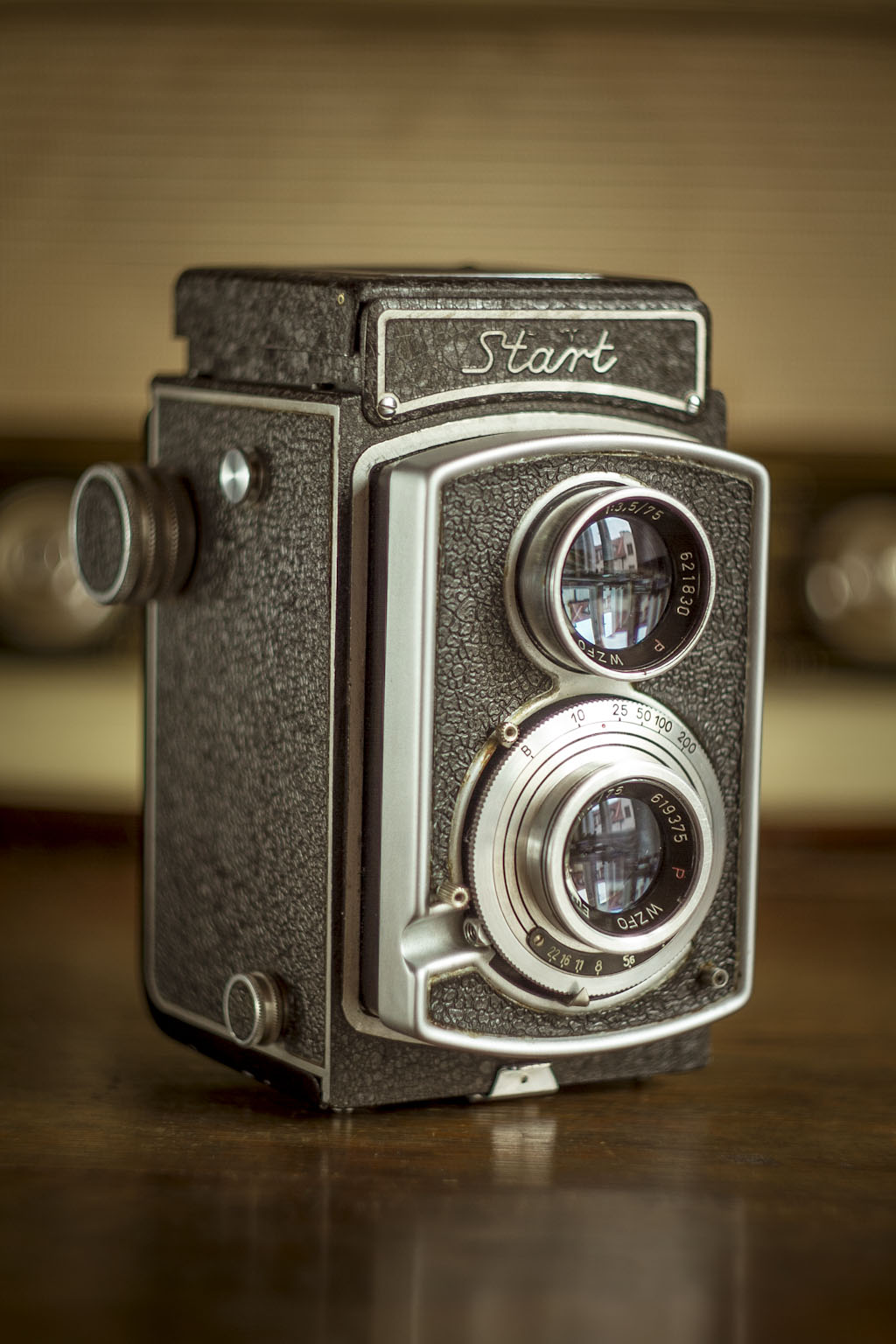
Start produkcji WZFO
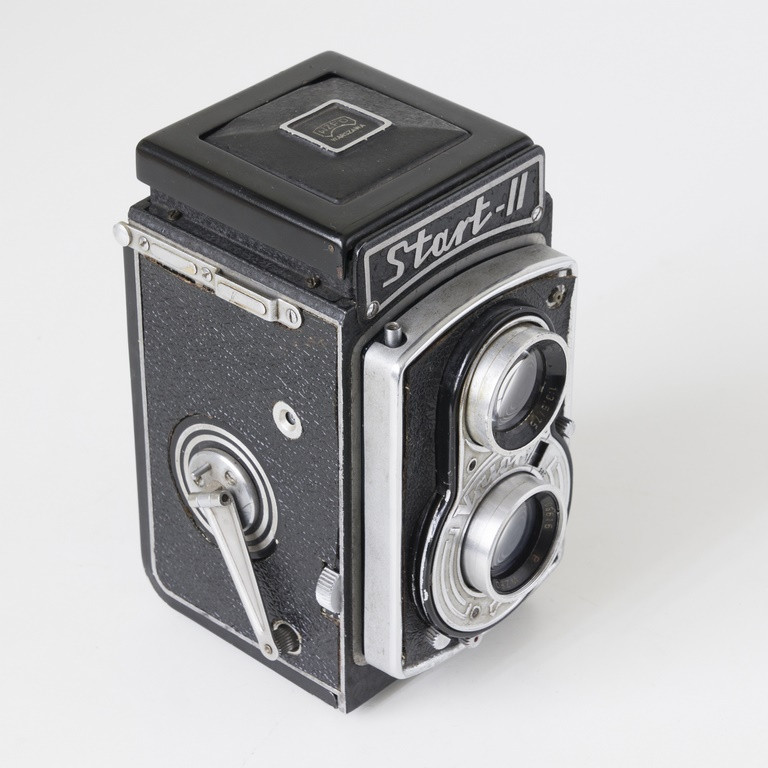
Start-II
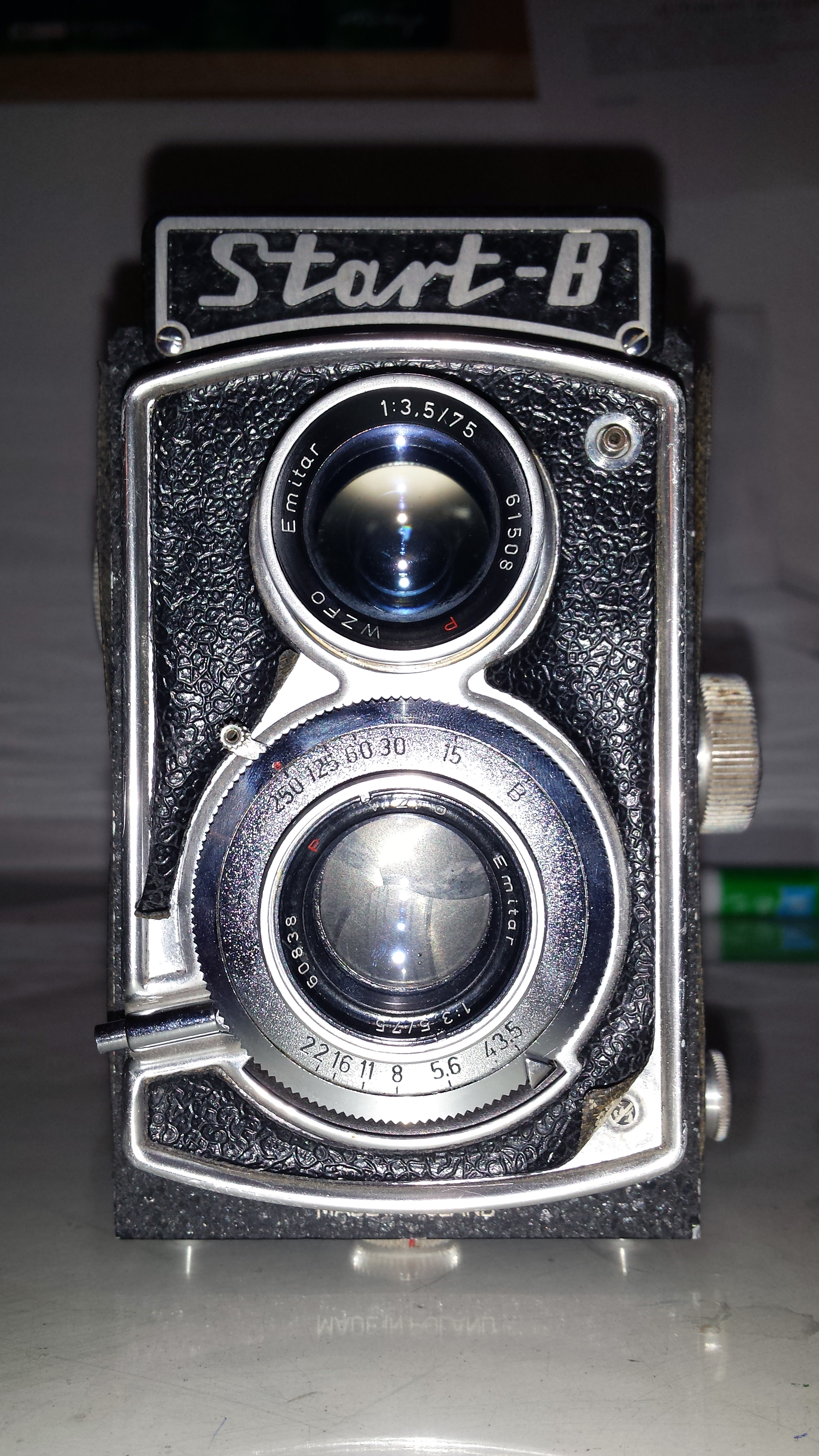
Start B
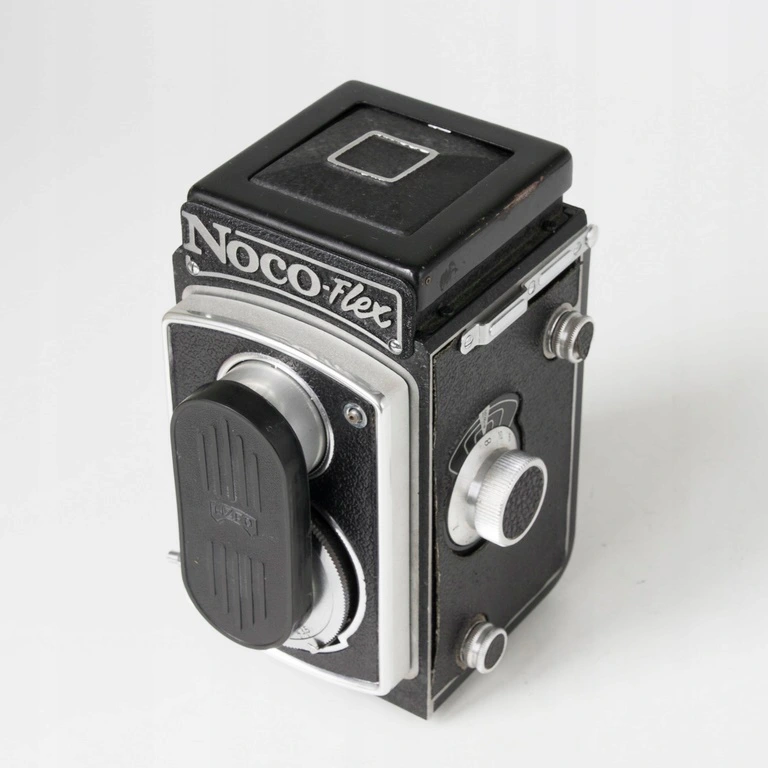
Noco-Flex - eksportowa wersja Start B
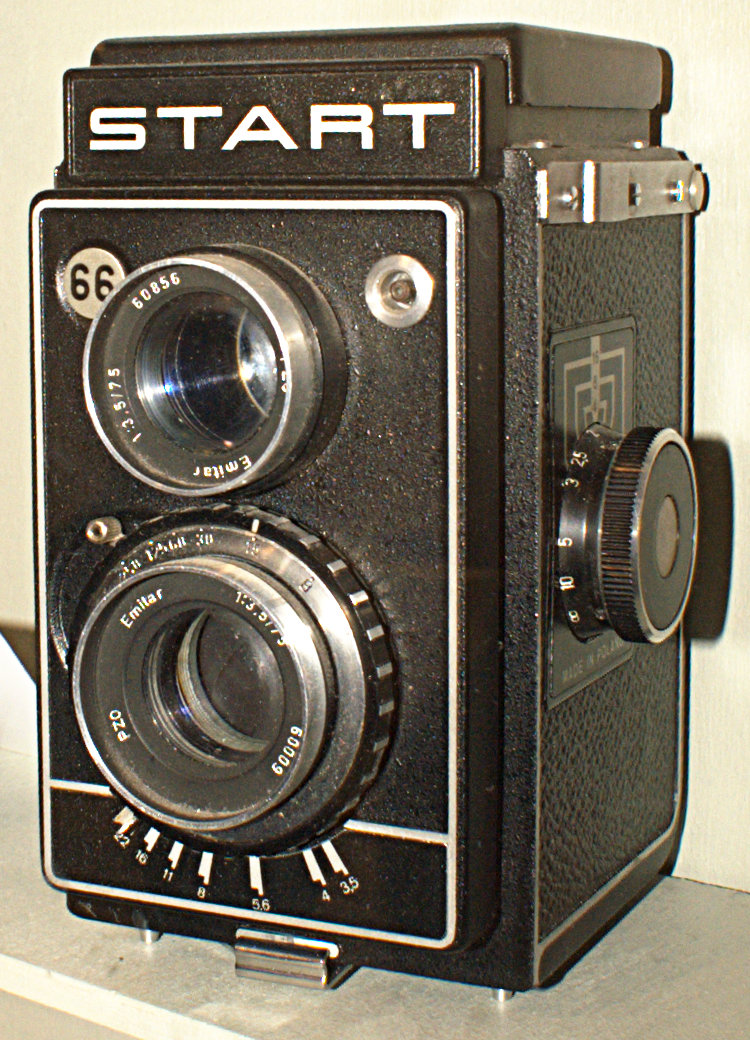
Start 66
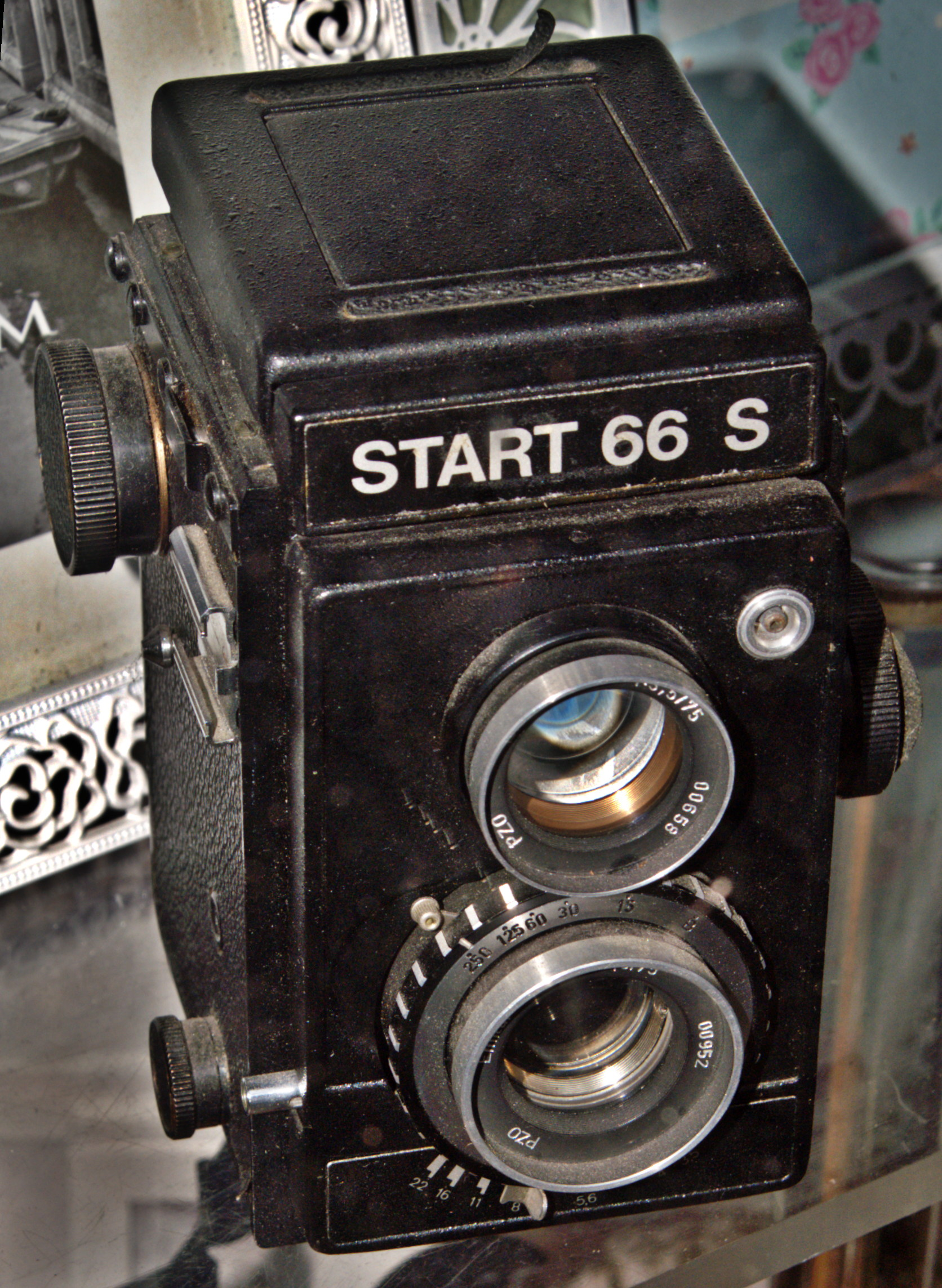
Start 66 S